# Reichsstadtmuseum Weißenburg
Das Reichsstadtmuseum Weißenburg ist das Heimatmuseum der ehemaligen Reichsstadt Weißenburg im heutigen mittelfränkischen Landkreis Weißenburg-Gunzenhausen in Bayern.
Das 1983 gegründete Museum mit der postalischen Adresse Martin-Luther-Platz 3 liegt innerhalb der denkmalgeschützten Altstadt, gegenüber der Stadtkirche St. Andreas und neben dem Römermuseum Weißenburg. Im benachbarten Gebäude ist das staatliche Römermuseum Weißenburg untergebracht. Das Museum erzählt die Geschichte der ehemaligen Reichsstadt Weißenburg. Es gibt eine Unterteilung in die Themenbereiche Musik und Wissenschaft, Handel, Kirche, Handwerk und Zünfte. Durch die Aufteilung in Themenräume werden viele Facetten im Leben der Weißenburger Bevölkerung dargestellt.
Zum 50-jährigen Jubiläum der Patenschaft der Stadt Weißenburg für die ehemalige sudetendeutsche Stadt Kaaden an der Eger eröffnete 2005 eine neue Abteilung. Auf rund 100 m² Fläche wird die Vertreibung der Deutschen aus der Tschechoslowakei thematisiert.